# SC Langenthal
Der SC Langenthal (vollständig: Schlittschuh-Club Langenthal) ist ein Schweizer Eishockeyclub aus Langenthal im Kanton Bern. Er spielte von 2002 bis 2023 in der zweitklassigen Swiss League. Seine Heimspiele trägt der SCL in der Eishalle Schoren in Langenthal aus.

## Geschichte
In der Saison 2001/02 gelang dem SC Langenthal als Schweizer Amateurmeister der Aufstieg in die zweitklassige Nationalliga B, nachdem er zuvor lange in der 1. Liga, der dritthöchsten Liga, gespielt hatte. In der Saison 2002/03 errang das Team sechs Siege und fünf Unentschieden und erreichte den zehnten Rang. In der folgenden Spielzeit erreichte die Mannschaft erstmals die Play-offs. Im Halbfinal schied das Team gegen den EHC Basel aus.
In der Saison 2005/06 war der SC Langenthal die Überraschung der Liga. Lange Zeit war er auf dem ersten Tabellenrang, wurde aber gegen Ende der Qualifikation von Biel und Sierre verdrängt und beendete die Hauptrunde auf Rang drei. Die Gelb-Blauen schieden wie die Saison zuvor im Halbfinal aus, diesmal aber nicht mit einem 0:4, sondern im Entscheidungsspiel mit 3:4. In der Saison 2006/07 entschied der SC Langenthal die Qualifikation klar für sich und war über lange Zeit der Leader. Ab dieser Saison konnte man sich den Gegner für die Viertelfinalpaarung aussuchen. Der SCL wählte die GCK Lions aus, welche die Qualifikation als 7. abgeschlossen hatten. Die GCK Lions gingen in der Best-of-Seven-Serie mit 3:0 in Führung. Der SCL konnte reagieren und verkürzte auf 2:3, im sechsten Spiel machten die GCK Lions alles klar und gewannen die Serie mit 4:2.
Seit der Saison 2001/02 stieg der Mannschaftsetat des SC Langenthal jährlich von zunächst 0,7 Mio. Franken auf 3,5 Mio. Franken in der Saison 2007/08.
Die Qualifikation der Saison 2007/08 schloss der SC Langenthal auf Rang sechs ab. Der SCL wurde vom HC La Chaux-de-Fonds ausgewählt, welcher die Qualifikation auf der dritten Position abgeschlossen hatte. Der SCL verlor die Serie gegen La Chaux-de-Fonds mit 0:4 (2:4, 3:4, 1:2, 3:4). Auch in der Saison 2008/09 scheiterte Langenthal im Playoff-Viertelfinal an La Chaux-de-Fonds.
In der Saison 2009/10 wurde der siebte Rang belegt. Für den Play-off-Viertelfinal wurde der SCL im Wahlverfahren vom Lokalrivalen EHC Olten als Gegner bestimmt. Diese Auseinandersetzung stand unter dem besonderen Vorzeichen, dass der SCL, kurz vor Beginn der Serie, die zu diesem Zeitpunkt noch beim EHC Olten unter Vertrag stehenden Ausländer Brent Kelly und Jeff Campbell und den Schweizer Spieler Mathias Brägger für die kommende Saison verpflichtet hatte. Die drei bildeten in Olten die erste Sturmreihe. In sieben in Olten und Langenthal stark besuchten Spielen verlor der SCL mit 3:4.
In der Saison 2011/12 wurde der SC Langenthal erstmals in der Vereinsgeschichte NLB-Meister. Die Qualifikation schloss das Team hinter dem Lausanne HC auf dem zweiten Rang ab. Im Viertelfinal, den Playoffs gegen die EHC Basel Sharks, setzte sich der SCL mit 4:0-Siegen durch und qualifizierte sich erstmals seit sechs Jahren wieder für den Halbfinal. In diesem bezwangen die Langenthaler den HC La Chaux-de-Fonds in einer Serie, welche über die maximale Distanz von sieben Spielen ging. Der SC Langenthal gewann die entscheidende siebte Partie in der Eishalle Schoren vor 3'741 Zuschauern dank Toren von Noël Guyaz und Jeff Campbell mit 2:1. Im Playoff-Final traf der SC Langenthal auf den Lausanne HC. Nach zwei Niederlagen zu Beginn drehte der SCL die Best-of-Seven-Serie und setzte sich mit 4:2-Siegen durch. Im ausverkauften Schoren-Stadion wurde der SC Langenthal zum ersten Mal in der Clubgeschichte Meister der National League B. Die Ligaqualifikation gegen den HC Ambrì-Piotta ging schliesslich mit 4:1-Siegen an Ambrì. Zweimal war die Schorenhalle mit 4'800 Zuschauern restlos ausverkauft.
In der Saison 2012/13 belegte der SCL in der Qualifikation den zweiten Rang. Im Playoff-Viertelfinal bezwang er die GCK Lions mit 4:0-Siegen. Im Halbfinal scheiterte der SCL nach 2010 erneut am Lokalrivalen EHC Olten mit 2:4-Siegen. Die Saison 2013/14 beendete Langenthal auf dem dritten Qualifikations-Rang. In den Playoff-Viertelfinals wurde zunächst Basel mit 4:1-Siegen bezwungen. Im Halbfinal setzte sich der EHC Visp mit 4:3-Siegen gegen den SCL durch.
In der Saison 2015/16 beendete der SC Langenthal die Qualifikation wie in der Meistersaison auf dem zweiten Platz. In den Playoff-Viertelfinals musste sich die Mannschaft nach sechs Spielen dem Qualifikationssiebten HC Red Ice Martigny geschlagen geben. Marc Eichmann, der die meisten NLB-Spiele für den Club absolviert hatte, gab im Laufe der Saison seinen Rücktritt bekannt. Er amtet nun als Finanzchef der SCL AG.
In der Saison 2016/17 gewann der SCL zum zweiten Mal in seiner Vereinsgeschichte die Meisterschaft in der NLB. Im Final setzte sich die von Trainer Jason O’Leary betreute Mannschaft mit 4:3-Siegen gegen den SC Rapperswil-Jona Lakers durch und kompensierte auf dem Pfad zum Titel den Ausfall seines punktbesten Stürmers Jeff Campbell, welcher sich vor der Finalserie eine Knieblessur zugezogen hatte. Der Aufstieg in die NLA misslang jedoch, da man in der Liga-Qualifikation dem HC Ambrì-Piotta mit 0:4-Siegen unterlegen war.
Cheftrainer O’Leary verliess den Verein im Anschluss an die Saison 2016/17 und wechselte als Assistent in den Trainerstab von Genève-Servette HC, als sein Nachfolger wurde der Schwede Per Hånberg neuer Trainer beim SCL. In der Saison 2017/18 erreichte die Mannschaft den zweiten Rang in der Qualifikation. Der angestrebte Final konnte nicht erreicht werden: Der SCL schied nach einer gewonnenen Viertelfinal-Serie gegen den EHC Visp (4:2-Siege) im Halbfinal gegen den EHC Olten nach fünf Spielen mit 1:4 Siegen aus. Hånberg führte die Mannschaft im Frühjahr 2019 zum Gewinn des Meistertitels in der Swiss League, im Final wurde La Chaux-de-Fonds, das zuvor die Qualifikation gewonnen hatte, mit 4:0-Siegen bezwungen. Dies war der dritte Meistertitel in der zweithöchsten Spielklasse des Landes in der Vereinsgeschichte. Als Garant für den Titelgewinn galt die defensive Stabilität der Mannschaft.
Nach der Saison 2022/23 zog sich der SC Langenthal aus dem Profibereich zurück und setzte zur Spielzeit 2023/24 den Betrieb in der höchsten Amateurliga, die MyHockey League, fort.

### Meistermannschaft 2011/12
| 2011/12 | Torhüter: Marc Eichmann, Marco Mathis Verteidiger: Claudio Cadonau, Stefan Flückiger, Noël Guyaz, Marc Leuenberger, Yves Müller, Marc Schefer, Nicholas Steiner, Marc Wolf Angreifer: Yanick Bodemann, Jeff Campbell, Daniel Carbis, Alex Chatelain, Thomas Dommen, Marco Gruber, Dominic Hobi, Manuel Holenstein, Marc Kämpf, Brent Kelly, Stefan Tschannen, Tim Weber Cheftrainer: Heinz Ehlers |

### Mannschaft 2012/13
| 2012/13 | Torhüter: Marc Eichmann, Marco Mathis, Flurin Brunner, Joshua Röösli, Marc Schmid Verteidiger: Tim Bucher, Claudio Cadonau, Marc Grieder, Noël Guyaz, Marc Leuenberger, Michael Minder, Yves Müller, Hans Pienitz, Leandro Profico, Anthony Rouiller, Marc Schefer, Marc Welti, Marc Wolf Angreifer: Yanick Bodemann, Jeff Campbell, Daniel Carbis, Thomas Dommen, Lukas Grauwiler, Dominic Hobi, Manuel Holenstein, Brent Kelly, Marc Kämpf, Aurelio Lemm, Silvan Lüssy, Patrick Meyer, Stephan Moser, Peter Regin (Lockout), Stefan Schnyder, Stefan Tschannen, Timothé Tuffet, Tim Weber Cheftrainer: Heinz Ehlers |

### Mannschaft 2013/14
| 2013/14 | Torhüter: Marc Eichmann, Marco Mathis Verteidiger: Tim Bucher, Claudio Cadonau, Joël Fröhlicher, Noël Guyaz, Marc Leuenberger, Michael Minder, Yves Müller, Hans Pienitz, Oliver Schäublin, Marc Schefer, Marc Welti, Marcel Stucki Angreifer: Jeff Campbell, Daniel Carbis, Thomas Dommen, Jeffrey Füglister, Dominic Hobi, Pascal Gemperli, Brent Kelly, Marc Kämpf, Vincenzo Küng, Silvan Lüssy, Vincent Le Coultre, Stephan Moser, Patrick Meyer, Stefan Schnyder, Stefan Tschannen, Tim Ulmann Cheftrainer: Oliver Horak |

### Mannschaft 2014/15
| 2014/15 | Torhüter: Marc Eichmann, Marco Mathis, Melchior Lanz Verteidiger: Franco Collenberg, Kevin Gloor, Joël Fröhlicher, Yannick Kaufmann, Mike Küng, Michael Minder, Marco Schüpbach, Hans Pienitz, Oliver Schäublin, Marc Schefer, Marc Welti, Philippe Seydoux, David Stämpfli Angreifer: Jeff Campbell, Eric Arnold, Daniel Carbis, Jeffrey Füglister, Dominic Hobi, Pascal Gemperli, Brent Kelly, Marc Kämpf, Vincenzo Küng, Silvan Lüssy, Nico Dünner, Michael Hügli, Marc Marchon, Stefan Schnyder, Stefan Tschannen, Anton Ranov, Andri Spiller, Luca Triulzi Cheftrainer: Oliver Horak bis 10. Dezember 2014. Ab 11. Dezember 2014 Jason O’Leary |

## Bilder

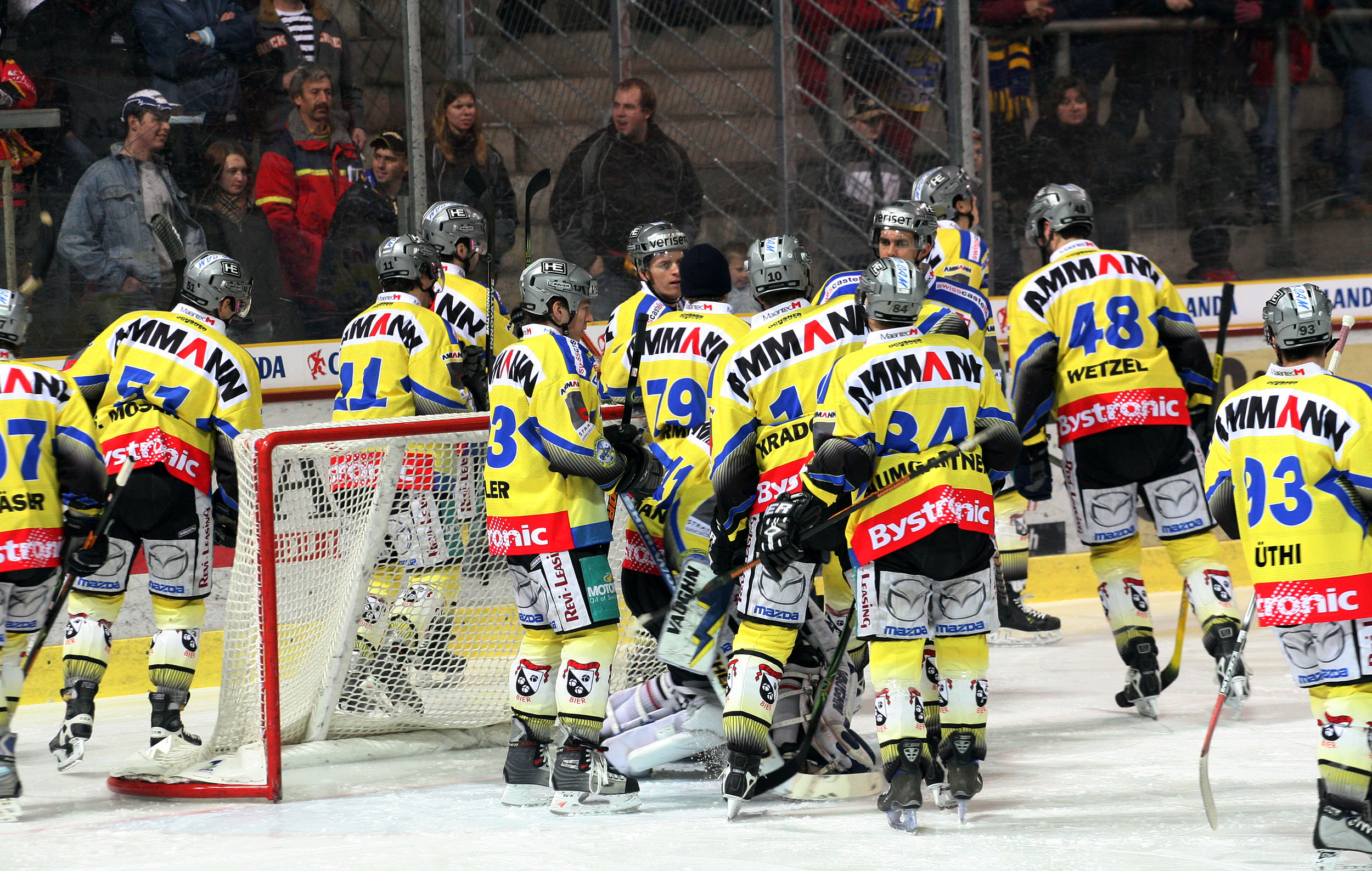
Spieler des SC Langenthal vor dem Spitzenspiel gegen den EHC Biel (Januar 2007)
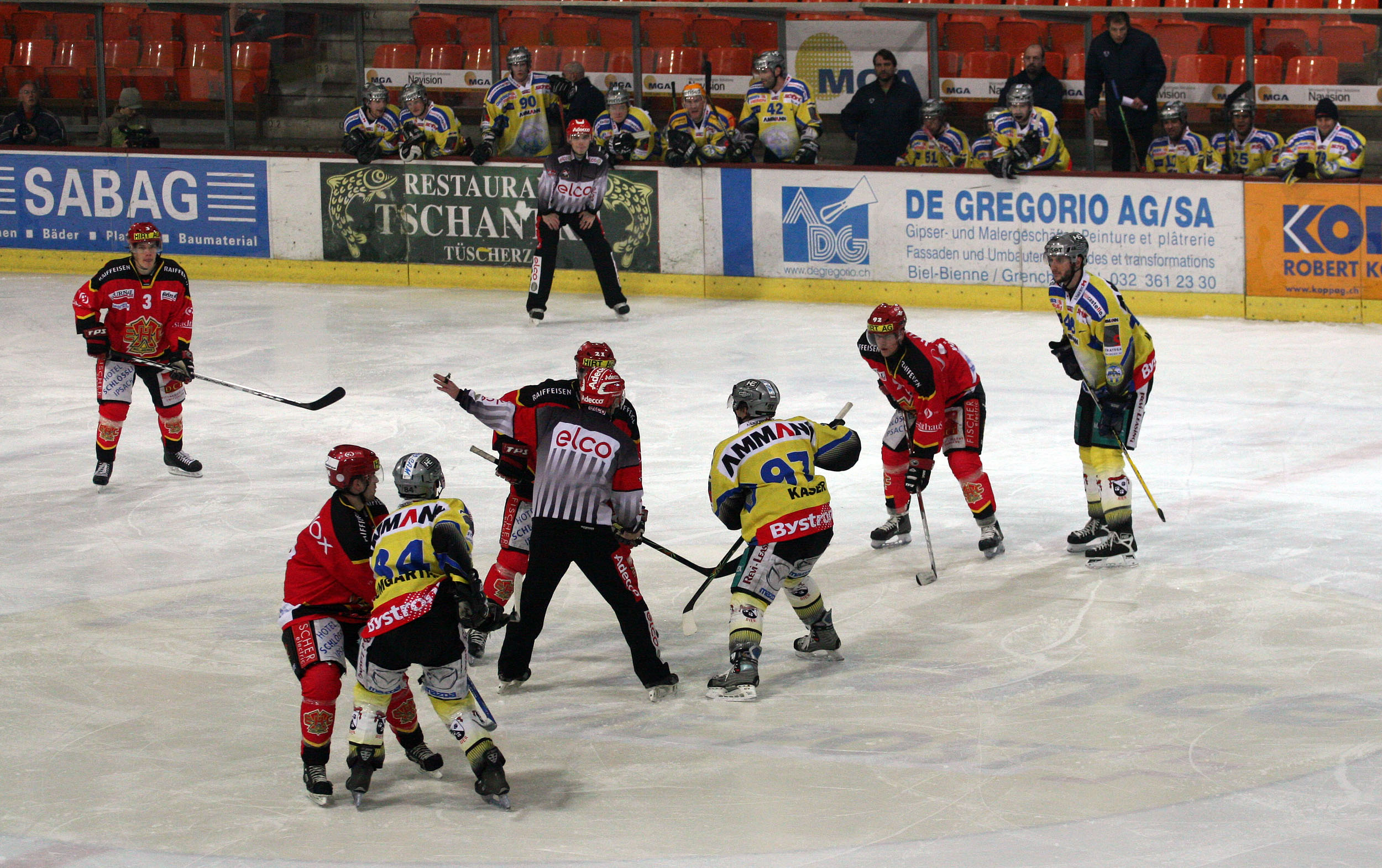
Anspiel zum Spitzenspiel zwischen dem EHC Biel und dem SC Langenthal (Januar 2007)
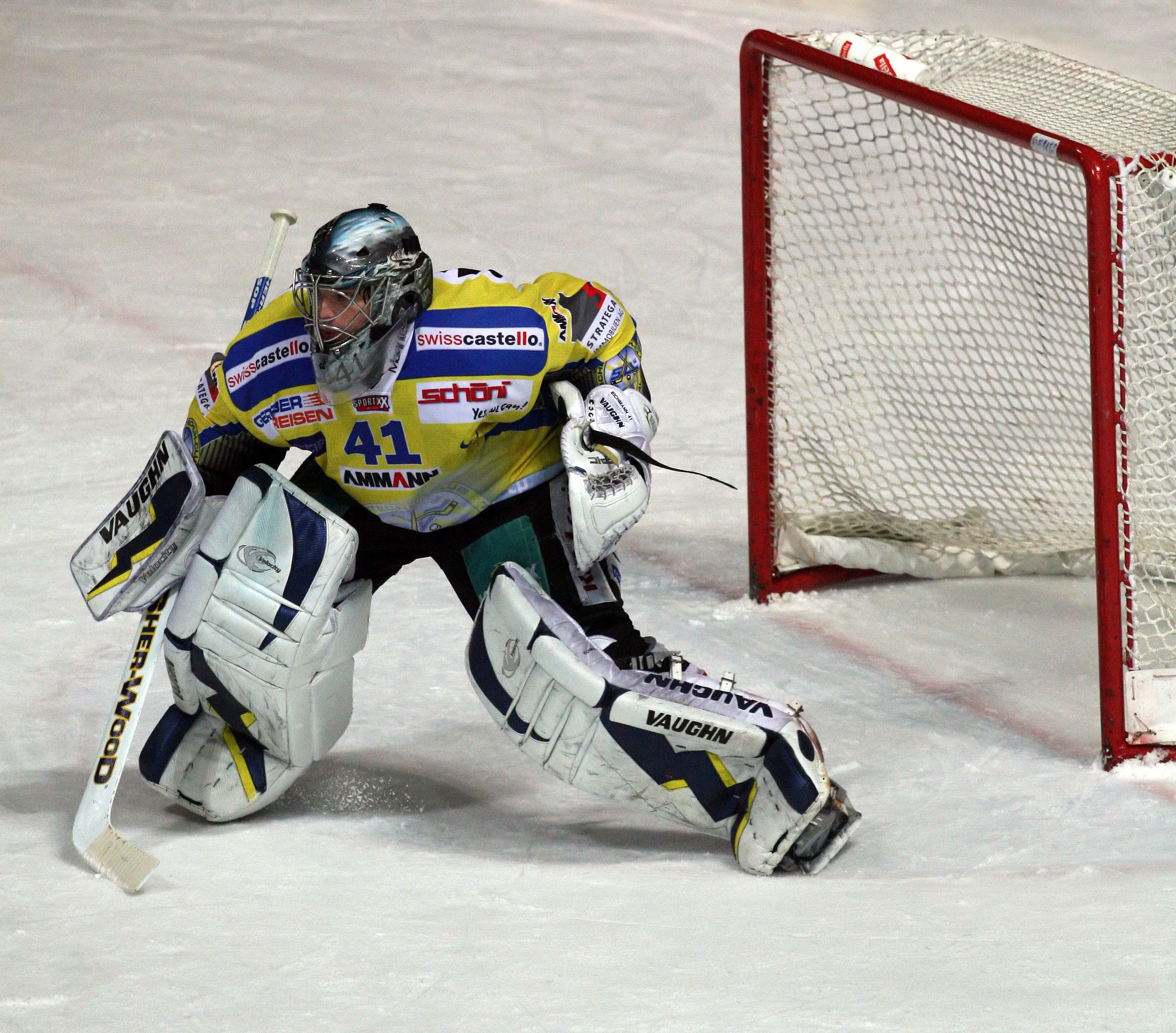
Marc Eichmann, Torhüter des SC Langenthal (Januar 2007)
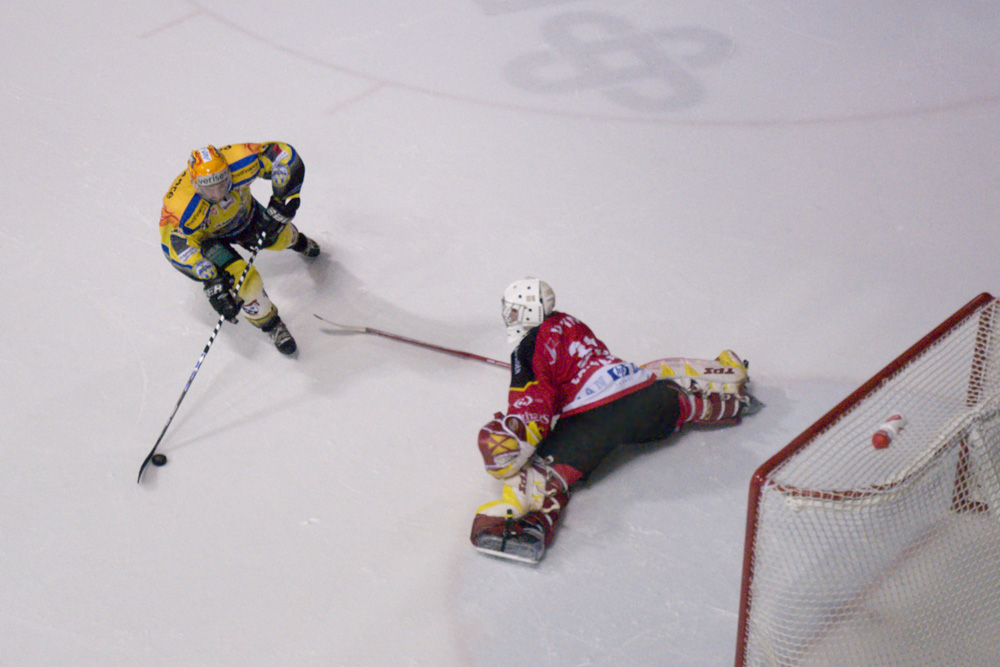
Steve Larouche erzielt das entscheidende Tor im Penaltyschiessen im Spitzenspiel gegen den EHC Biel (Januar 2007)